# Championnat d'Iran de football 1995-1996
Navigation
Saison précédente Saison suivante
La saison 1995-1996 du Championnat d'Iran de football est la quatorzième édition du championnat national de première division iranienne. Les seize meilleurs clubs du pays prennent part au championnat organisé par la fédération. Les équipes sont regroupées au sein d'une poule unique, où elles rencontrent leurs adversaires deux fois, à domicile et à l'extérieur. À l'issue du championnat, les quatre derniers du classement sont relégués et remplacés par les quatre meilleures équipes de deuxième division.
C'est le club du Persepolis FC qui remporte à nouveau la compétition après avoir terminé en tête du classement final, avec six points d'avance sur un duo composé d'un club promu, le Bahman Karaj FC et de l'Esteghlal Teheran. C'est le 4e titre de champion d'Iran de l'histoire du club.
En bas de classement, c'est une immense surprise puisque c'est le double tenant du titre, le Saipa Karaj qui ferme la marche. Le club descend donc directement en deuxième division en fin de saison.

## Les clubs participants
| - Esteghlal Teheran - Persepolis FC - Jonoob Ahvaz - Malavan F.C. - Paas Teheran - Bargh Chiraz - FC Ararat Teheran - Saipa Karaj | - Keshavarz FC - Esteghlal Ahvaz - Polyacryl Esfahan FC - Promu de D2 - Sepahan Ispahan - Machine Sazi - Shahrdari Tabriz - Promu de D2 - Bahman Karaj Football Club - Promu de D2 - Shemushack Noshahr - Promu de D2 |

## Compétition

### Classement
Le classement est établi sur le barème de points classique (victoire à 3 points, match nul à 1, défaite à 0).
| Rang | Équipe                       | Pts | J  | G  | N  | P  | Bp | Bc | Diff |
| ---- | ---------------------------- | --- | -- | -- | -- | -- | -- | -- | ---- |
| 1    | Persepolis FC                | 57  | 30 | 15 | 12 | 3  | 33 | 18 | +15  |
| 2    | Bahman Karaj Football Club P | 51  | 30 | 13 | 12 | 5  | 47 | 24 | +23  |
| 3    | Esteghlal Teheran C          | 51  | 30 | 14 | 9  | 7  | 41 | 26 | +15  |
| 4    | Paas Teheran                 | 45  | 30 | 13 | 6  | 11 | 33 | 35 | -2   |
| 5    | Sepahan Ispahan              | 42  | 30 | 11 | 9  | 10 | 40 | 34 | +6   |
| 6    | Bargh Chiraz                 | 42  | 30 | 11 | 9  | 10 | 32 | 26 | +6   |
| 7    | Esteghlal Ahvaz              | 41  | 30 | 12 | 5  | 13 | 40 | 41 | -1   |
| 8    | Machine Sazi                 | 41  | 30 | 11 | 8  | 11 | 35 | 38 | -3   |
| 9    | Keshavarz FC                 | 40  | 30 | 9  | 13 | 8  | 32 | 25 | +7   |
| 10   | Polyacryl Esfahan FC P       | 38  | 30 | 10 | 80 | 12 | 33 | 39 | -6   |
| 11   | Shemushack Noshahr P         | 38  | 30 | 10 | 8  | 12 | 28 | 38 | -10  |
| 12   | Malavan F.C.                 | 37  | 30 | 9  | 10 | 11 | 21 | 25 | -4   |
| 13   | Jonoob Ahvaz                 | 36  | 30 | 9  | 9  | 12 | 26 | 39 | -13  |
| 14   | FC Ararat Teheran            | 31  | 30 | 8  | 7  | 15 | 27 | 39 | -12  |
| 15   | Shahrdari Tabriz P           | 28  | 30 | 6  | 10 | 14 | 24 | 34 | -10  |
| 16   | Saipa Karaj T                | 28  | 30 | 5  | 13 | 12 | 31 | 42 | -11  |

|  | Qualification pour la Coupe des clubs champions 1996-1997                           |
|  | Qualification pour la Coupe des Coupes 1996-1997                                    |
|  | Relégation directe en deuxième division                                             |
|  | T : Tenant du titre C : Vainqueur de la Coupe d'Iran P : Promu de deuxième division |

## Bilan de la saison
| Championnat d'Iran de football 1995-1996                        |                                                             |
| Champion                                                        | Persepolis FC (4e titre)                                    |
| Coupes et trophées                                              |                                                             |
| Vainqueur de la Coupe d'Iran 1995-1996                          | Esteghlal Teheran                                           |
| Qualifications continentales                                    |                                                             |
| Coupe des clubs champions 1996-1997                             | Persepolis FC                                               |
| Coupe des Coupes 1996-1997                                      | Esteghlal Teheran                                           |
| Promotions et relégations                                       |                                                             |
| Promus en Championnat d'Iran de football                        | Zob Ahan FC Payam Mashhad Teraktor Sazi Sanat Naft          |
| Relégués en Championnat d'Iran de football de deuxième division | Jonoob Ahvaz FC Ararat Teheran Shahrdari Tabriz Saipa Karaj |